# タンニン

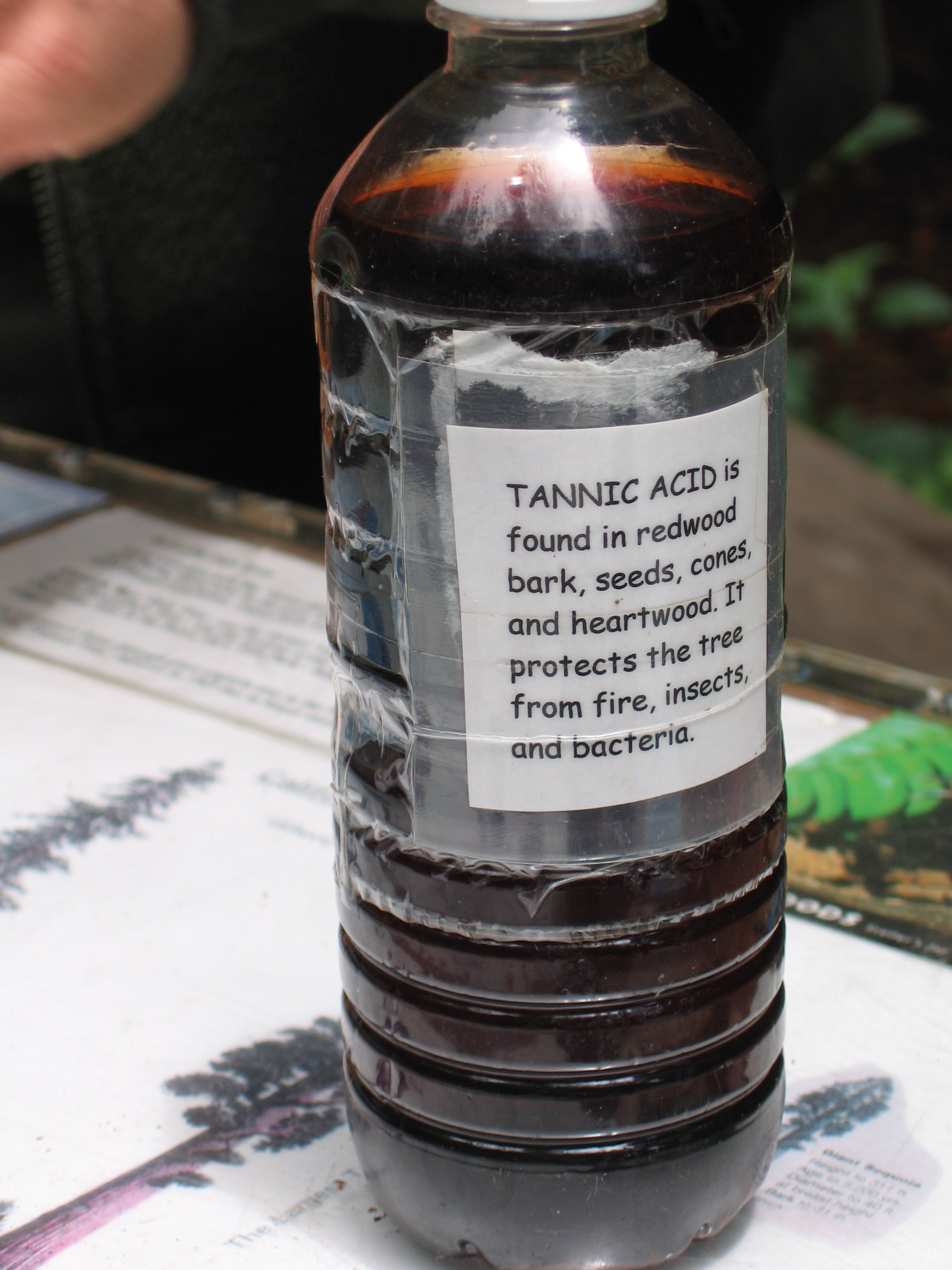
ビン入りのタンニン酸

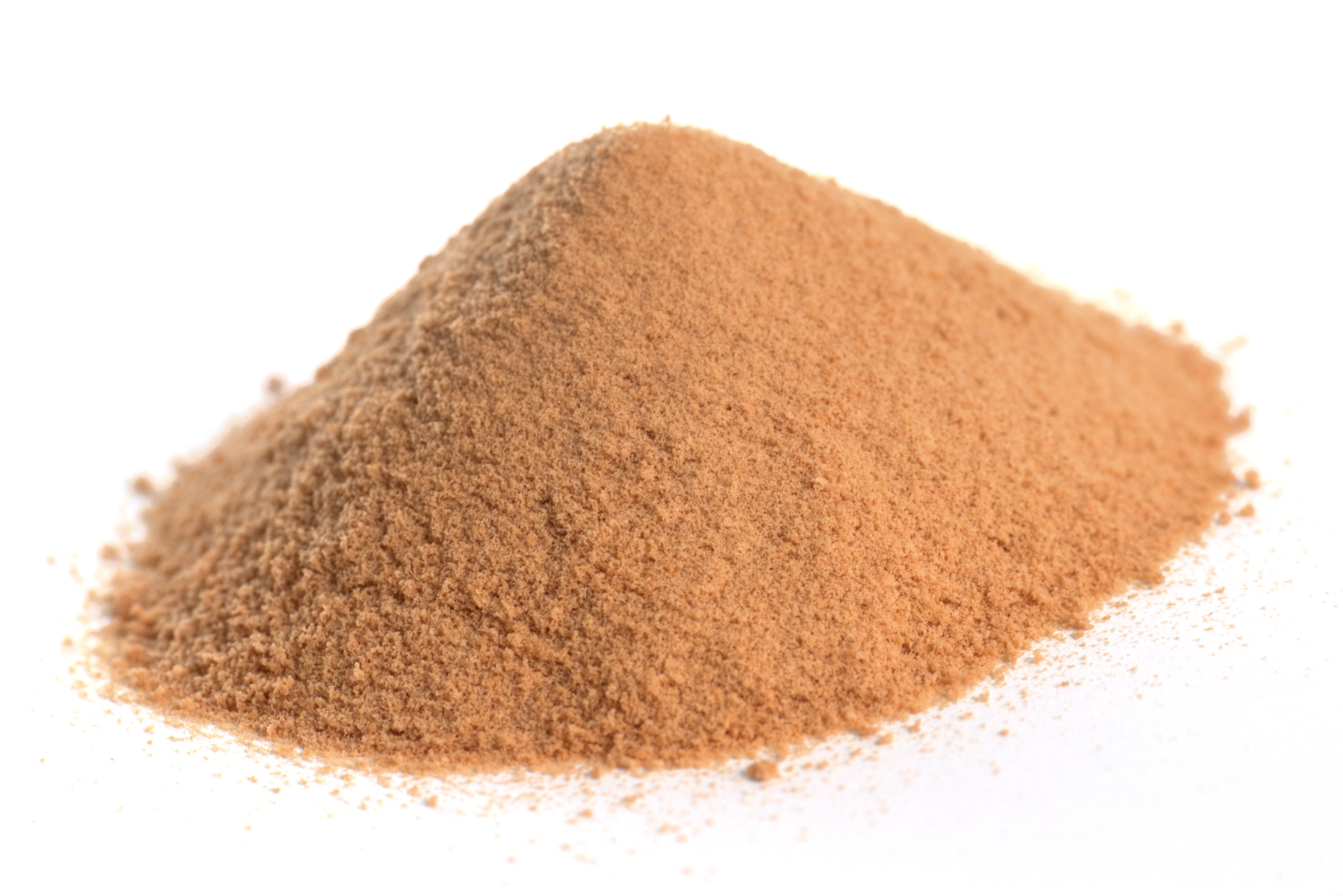
タンニン粉末

タンニン（単寧、英: tannin）とは、植物に由来し、タンパク質、アルカロイド、金属イオンと反応し強く結合して難溶性の塩を形成する水溶性化合物の総称。植物界に普遍的に存在している。多数のフェノール性ヒドロキシ基を持つ複雑な芳香族化合物で、タンパク質や他の巨大分子と強固に結合し、複合体を形成しているものもある。
タンニンという名称は「革を鞣す」（原料皮から不要なたんぱく質を除去する）という意味の英語である "tan" に由来し、本来の意味としては製革に用いる鞣革性を持つ物質のことを指す言葉であった。
タンニンは特定の性質に対して冠せられる、化合物を分類するための名称である。しかし化学の分野では1990年頃からこのような性質ではなく化学構造で分類した名称を優先することが多くなっており、このためタンニンという名称が用いられる機会は減っている。タンニンの定義に合致するような化学構造上の分類名がないため、より広い範囲にあたるポリフェノール化合物の一部として呼ばれることが増えている。ただし食品化学などの分野では、便宜上これ以降もタンニンという名称が用いられている。

## 化学構造と性質

### 収れん作用
タンニンは皮革の加工工程において原料皮から不要なたんぱく質を除去して皮を革に変化させる性質をもつ。また、タンニンは口に入れると強い渋味を感じさせる。これはタンニンが、舌や口腔粘膜のタンパク質と結合して変性させることによると言われている。このようなタンニンによる変性作用のことを「収れん作用」と呼ぶ。渋味は厳密には味覚の一種というよりも、このタンパク変性によって生じる痛みや触覚に近い感覚だと言われており、このため渋味のことを収れん味と呼ぶこともある。
タンニンが渋味を感じさせるためにはそのタンニンの水溶性が高く唾液に溶けることが必要である。逆に、縮合タンニンの重合度が増したことなどによって不溶化すると渋味を感じさせなくなる。渋柿を甘くするために干し柿にするのは、この効果を狙ってのことである。
タンニンの収れん作用は粘膜からの分泌を抑える働きがあるので、内服することによって止瀉作用や整腸作用があらわれる。このためタンニンを含む植物には薬用植物として用いられるものが多い。

### 分類
フラバノール骨格を持つ化合物が重合した縮合型タンニンと、没食子酸やエラグ酸などの芳香族化合物とグルコースなどの糖がエステル結合を形成した加水分解性タンニンの二つに分類される。
加水分解性タンニンには次のようなものがある。
- チェストナット(Chestnut) - クリ属の材や葉に含まれる[3]
- ミロバラン(Myrobarams) - Terminalia chebulaの果実に含まれる[3]
- バロニア(Valonia) - Quercus aegilopsの果実の殻斗に含まれる[3]
- オーク材(Oak wood、槲材) - コナラ属の樹木の材に含まれる[3]
- スマック(Sumach)[3]
- ジビジビ(Divi-divi)[3]

縮合型タンニンには次のようなものがある。
- ケブラコ(Quebracho) - Schinopsis lorentziiの材に含まれる[3]
- ミモザ(Mimosa)[3][5]
- ボルネオカッチ(Barneocutch) - マングローブを構成するヒルギ科の樹木の樹皮に含まれる[3]
- スプルース(Spruce) - オウシュウトウヒの樹皮に含まれる[3]
- ヘムロック(Hemlock) - Tsuga canadensisの樹皮に含まれる[3]
- ガンビア(Ganbia) - Uncariaの枝葉に含まれる[3]
- 槲樹皮(Oak bark) - コナラ属の樹木の樹皮に含まれる[3]

### 利用
ミモザやヘムロックなどから採取されるタンニンは皮革の製造に使用されてきた。また、マングローブタンニンエキスはカッチ（カッチン）と呼ばれ染料に使用された。オーク材の樽はウイスキーの熟成に使用されるが色や香りは樽に含まれるタンニンに由来する。
日本では古くから柿渋に含まれるタンニンの撥水、防腐効果を和傘、柿渋紙、漆器の下塗りなどの用途に利用してきた、また、1960年代には接着剤としての諸技術が確立し合板の製造などに使用された。

## 食物に含まれるタンニン
植物に由来する嗜好食品には、タンニン含量の高いものも多い。

### 茶

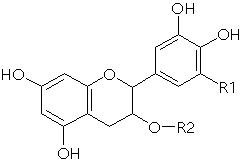
茶カテキンの構造

茶葉に含まれるタンニンとしては、エピカテキン、エピガロカテキンなどのカテキン類とその没食子酸エステル誘導体が良く知られる(これらは加水分解性タンニンに分類される)。これらは苦みまたは渋味を示し、茶の葉を用いる嗜好品の中では、その味覚を決める重要な物質とされる。また、紅茶においては水色を決める各種赤色色素（テアフラビンやテアルビジン。これらも縮合型タンニンに分類されるタンニンの一種）の前駆体としても重要である。
これら茶のタンニンは、生合成の際にエチルアミンの消費でテアニン（アミノ酸の一種、茶に甘味を与える）と競合する。日射下にある茶樹の中ではテアニンは分解し、そのエチルアミンはタンニン合成にまわる。緑茶生産においては、タンニンによる渋味を抑え、テアニンによる甘味を与えるため、茶樹を遮光下におくこともある。
日本茶では番茶がタンニンを多く含んでいるとされる。

### ワイン
ワインにはタンニン（多くは縮合型タンニンである）が多く含まれる。
ワインに含まれるタンニンは由来となった部位によりワインの風味に与える影響が異っている。特に赤ワインは醸造中もブドウの果皮や種子（特に後者由来のタンニンは非常に不快な味を持つ）が漬かったままになるため、これらに由来するタンニンが目立つ傾向にある。例えば近代的なワイン醸造所では、ブドウ果汁を作る際、好ましくないタンニンとされる種子由来のものを最小限に留めるため、フリーラン（破砕のみプレスをしない）果汁のみを用いて醸造したワインを造るなど、細心の注意を払っている。タンニンを多く含むオークや木の樽で熟成すると、ワインのタンニンも増加する。
タンニンはワインの熟成において酸化を防ぐという重要な役割を果たし、その高度に重合したものが澱となってビンの底に沈んで行く。

### 柿
渋柿には「柿渋」と呼ばれる1%-2%程度の可溶性タンニン（カキタンニン）が含まれており、強烈な渋味を示す。甘柿あるいは渋抜きをした渋柿（樽柿または干し柿）では、これらのタンニンが不溶性のものに変化しており、渋味を感じない。
カキタンニンはカテキン類のうちエピカテキン、カテキンガレート、エピガロカテキン、ガロカテキンガレートが1:1:2:2の比率で12-30分子縮合した分子量15,000程度に達する高分子化合物でデルフィニジン系プロアントシアニジンポリマー、あるいは縮合型タンニンに分類される。未熟バナナ、イナゴマメと並び、青果三強渋味成分とされる。
強力なタンパク結合力を持つ。そのため清酒清澄剤や防腐剤などに利用される。